# 彼女の運命ゲーム系
『彼女の運命ゲーム系』（かのじょのうんめいゲームけい）は、相原あきらによる日本のライトノベル。イラストはIsII。電撃文庫（アスキー・メディアワークス）より、2011年3月から刊行されている。

## ストーリー
御調和水はあるとき『ライフ･マニピュレーター』というゲームが携帯端末にあることに気が付いた。どうやらそのゲームはサイコロを振って止まったマス目に書かれた事が実際に駒に起こるらしい。そんなことがあるはずがないとばかばかしくなって電源を閉じようとするが、その駒というのが喧嘩別れした幼馴染、向井歩美だった。

## ゲーム
- サイコロを振ってコマを進め、止まったマス目に書かれていることが事象として起こる。双六と占いを合わせたようなゲーム。
- 駒は世界の運命を決めるためのポケットと呼ばれる。そして一つの駒にはそれぞれ将来実現される未来の一つが与えられ、向上や恐怖といった運命が与えられている。
- マス目に書かれたことはひどくあいまいで、その事象が起こる前に何が起こるか予測するのは難しい。しかし目安であることは確かなので駒にとって不都合な事象が起こる場合、プレイヤーはその事象が起こらないようにすることも可能である。
- しかしそのマス目に書かれている事象の中には駒の運命にもかかわっているものもあるため、マス目に書かれた事象が発生しないことが確認されると、チップが失われることがある。逆に駒の運命にそくした内容が達成された場合チップが得られる。
- チップというのはプレイヤーが世界を変えようとする意志が具現化した物である。このゲームは世界の命運を決めるためのゲームであるため、チップがすべて失われるとプレイヤーはゲームオーバーになる。
- また、チップはただマス目の事象に従って増減するだけでなく、運命測定機械に渡して情報を得ることも可能である。
- 勝利条件は他のプレイヤーよりも速くゴールにたどり着くこと。
- 勝利できなかった駒は以後の世界から消去されてしまう。

## 登場人物
御調和水（みつぐなごみ）
向上のポケット、向井歩美のプレイヤーである。曲がったことが嫌い。少々思い込みが強い。彼の行動は時に限度を超え、バット持って待ち伏せしたり、ストーカーまがいの行動にでることもある。スレッドでは特にハンドルネームを付けなかったため【ノーネーム】と呼ばれる。実は調和のポケットでもある。
向井歩美（むかいあゆみ）
向上のポケット。かつての和水の幼馴染。実家の道場で毎日稽古しているためか実践古武術が使えるため恐ろしく喧嘩強い。和水の祖父の葬式の際の口喧嘩が原因で和水とは別れてしまったが、その原因は和水の父貞之が和水に近づかないように圧力をかけたためである。実は【クジラ島】。そして調和のポケット、つまり和水のプレイヤーでもある。
元部真奈美（もとべまなみ）
和水のクラスメートの一人。違うクラスなのにもかかわらず向井歩美と親密な仲にある。
恐怖のポケット
文字通り恐怖のポケット。いつもぼおぉっとした表情をしており、血飛沫がついた白衣を着ている。喧嘩が嫌い。特に明言はされていないが、視線の先にあるものを恐怖に与えることができるようだ。
持田八十吉（もちだやそきち）
恐怖のポケットのプレイヤー。怪力並の力を持つ。恐怖の世界を実現させ、理由、因果がない世界を作り上げることが目的。ことわざの一部を｢インド人｣と変えて発言する。（「動かざること山の如し」→「動かざることインド人の如し」、「取らぬ狸の皮算用」→「取らぬ狸のインド人」）
三澄華江（みすみはなえ）
三澄家のお嬢様。和水の許嫁を名乗る。和水の父貞之が縁談を申し込んだことから和水を未来の夫扱いする。博愛のポケットだが、当人はそのことを知らない。
瀬場（せば）
三澄家の使用人。華江が幼少のころから仕えている。使用人でありながら三澄家の中でもある程度権限が与えられており、さらには個人的依頼で動くような人間もいる。何よりもお嬢様のため、が口癖だが、そのためには手段を選ばず、さらには本当に華江のためになるかを考えないこともある。博愛のポケットのプレイヤーであり、マス目に書かれた事象に逆らわないようにしている。
運命測定機械

【白ネズミ】
スレッドの中でのみ登場し、なおかつプレイヤーでもない。にもかかわらず、このゲームのことや運命測定機械についても詳しい。プレイヤーに警告するコメントが多い。ちなみに、「赤の9番【隷従】」で登場する木下つくしはベッドルームで白ネズミの姿をしていたが、関連があるかどうかは不明。
【Kオス】
ネガティブな思考するプレイヤーの一人。駒であるポケットは姉だが、何の運命が定められているかは不明。【白ネズミ】の警告を促すコメントに対し、辛辣なコメントを返している。怒りの沸点が低い。
脇坂（わきさか）
和水のクラスメイト。向井歩美ファンクラブ、橘先輩ファンクラブ、サナコ生徒会長親衛隊、などの部活にはいっていると言う。しかも幹部であるらしい。
【山田係長】
刑事。彼のポケットは安寧であり娘。その娘が持田八十吉によって意識不明状態にされたことから彼を追っていた。
青島（あおしま）
【山田係長】の部下。プレイヤーの一人。
御調貞之（みつぐさだのぶ）
和水の父。議員。自分の目的のためなら何を犠牲にしようがいとまない性格。秘書の名前は柴崎。

## ゲーム経過
『悪漢は道を阻み、高みを目指す者はそれを除く』
駒、向上が最初に止まったマス。ゲームの存在自体を疑っていた和水はあからさまな不良を見つける。それが悪漢だと思った和水は、その悪漢を向井歩美の目の前でやっつけることにより、昔の関係を取り戻そうとするが、返り討ちにあってしまう。そこを逆に向井歩美に助けられてしまう。
『恐怖は人知れず忍び寄るもの』
向井歩美がボコボコにした不良が仕返しにやってくると思った和水は先手を打つためにその不良を探す。しかしその途中で向井歩美に何をしているか問い詰められる。二人で言い争いをしていると、ターバンをかぶった男と白衣を着た少女と出会う。恐怖、のポケットの出会いであった。
『恐怖企みて向上消失す』
『恐怖は人知れず忍び寄るもの』からすべてのマスにこれが書かれていた。和水がチップを一枚払い運命測定機械から得た情報によれば「恐怖のポケットは計画している。向上のポケットを拉致するしようとしている」。本人に気付かれないように向井歩美を監視していたが、突如ターバンをかぶった男と再び出会う。和水は窮地に立たされたが、その場に現れた執事と少女の二人組に助けられる。この事象は未達成と判断され和水はチップを一枚失った。
インターバル
『恐怖企みて向上消失す』は未達成に終わったが、恐怖のポケットとターバン男の存在を脅威に感じた和水は共に戦ってくれる協力者を探す。スレッドを利用するうちに【山田係長】という名前の人物が和水に協力してくれるという。しかし協力と言っても彼の言うことを一方的に聞くということであり、和水は疑問に感じた。【山田係長】に指定された場所で待つ和水。そこに現れたのは、ターバン男と恐怖のポケットだった。しかしそれは【山田係長】の作戦であり、わざと掲示板にその場所を書いておき、ターバン男を誘い出すための罠だった。刑事である彼は彼を捕まえるために和水を囮にしたのだった。ターバン男、もとい持田八十吉には逃げられたが、恐怖のポケットは保護された。
『唯一の者との逢瀬こそ唯一の喜びとなる』
向井歩美が突如学校内で孤立する。学校内で流れる噂が原因であり「昔暴力事件を起こした」とか「後輩をいじめて転校させた」という内容だった。唯一のもの、が自分であればより親密になれるはずだが、そのために向井歩美がこんな状況になるのは和水には耐え難い。和水と元部だけは向井歩美を信じるが、しかし突如元部は手のひらを返したように向井歩美を避けるようになる。しかしその原因がとある脅迫者の仕業だと偶然知った和水は、その脅迫者の送り込んだ人の元へ向かう。それは三澄家の使用人、瀬場だった。和水の出したマス目の内容を知った瀬場は、その事象どおりに事を運べば華江と和水の縁談をなくなるため、このようなことをしたのだった。マス目に書かれた事象が実現できれば甘い蜜が吸えると主張する瀬場に対し、マス目に従わなくても自分で運命を決められると主張する和水。その決意を知った瀬場は策を完全に中止した。
『遊興の地にて、愛を唱える者から死に至る傷を受ける』
和水はもうこのゲームから手を引こうと考えたが、駒が勝手に動かされこのマスに止まってしまった。あきらかに無視できない内容なので、とにかく早く向井歩美に会おうと考えた和水は、待ち合わせをしている遊園地で三澄華江と瀬場に出会う。瀬場から爆弾の存在を聞かさしかもその犯人が向井歩美だと聞かされた和水は危険を顧みず遊園地で向井歩美を探す。そして向井歩美が【クジラ島】自分が調和のポケットということを知る。向井歩美が爆弾とは無関係だとすれば誰が？それは瀬場だった。瀬場が止まったマス『恋人たちの集う地にて、恋の終わりを知る』という事象が達成させるために、和水を殺そうと考えたのだった。しかしそこへ自分がポケットであるということ、瀬場がプレイヤーだということを知った三澄華江が現れ、和水を殺せば彼女を悲しませると悟った瀬場はもうゲームに関わらないと約束する。
ゲーム終了
和水や瀬場がゲーム参加の意思を失ったため運命測定機械が口を挟んできた。速やかにゲームを進めるため、すべてのプレイヤーにゴールを示す。最初にゴールしたポケット以外は世界から消去されてしまう。このままゲームが中断し続ければ誰も消えることはないが、万が一誰かがゴールしてしまえば……という疑心暗鬼にプレイヤーを追い込みゴールさせようという策だった。しかし和水の活躍によってすべてのプレイヤーが動きを止めた。これ以上続けても意味がないと運命測定機械はゲームの放棄を宣言する。このゲームは放棄し、また別の場所で新たなゲームを行うと知った和水は運命測定機械に勝負を持ちかける。そして和水はその勝負に勝った。運命測定機械にもうゲームは行わないと約束させて。そして『ライフ・マニピュレーター』は携帯端末から消えたのだった。

## 既刊一覧
- 彼女の運命ゲーム系　2010年12月10日発売　ISBN 978-4-04-870131-0